# Montana (Rose)
Die Floribundarose Montana, syn. 'Royal Occasion', ist eine Beetrose und wird bis etwa 90 Zentimeter hoch. Sie ist nicht nach dem US-Bundesstaat benannt, auch nicht nach dem Modeschöpfer Claude Montana, der seine erste Modenschau erst 1976 hatte. Lt. welt-der-rosen.de ist Montana ein Lied, das Frank Zappa erstmals ein Jahr vor Einführung der Rose auf dem Album Over-Nite Sensation sang. Die leuchtend roten, bis zu 7 cm großen Blüten sind halb gefüllt und duften leicht. Sie erscheinen in Büscheln zu 5 bis 25. 'Montana' blüht mehrmals im Jahr und ist bei Hobbygärtner recht beliebt, weil sie unempfindlich und sehr robust gegen Mehltau und Sternrußtau ist. Sie ist frosthart bis −29 °C (USDA-Zone 5). Der Wuchs ist eher kompakt, so dass die Beetrose sich auch für kleinere Beete eignet.
'Montana' wurde von Mathias Tantau jun. aus 'Walzertraum' × 'Europeana' gekreuzt und 1974 eingeführt. Die 1991 eingeführte Sorte 'Ballade' ist nach Angaben des Züchters ein rosa Sport der Sorte 'Montana'.

## Auszeichnungen (Auswahl)
- ADR-Rose 1974 (inzwischen entzogen)
- New Zealand Rose Trials - New Zealand Certificate of Merit 1976
- Tri-State Rose Society Show - Floribunda Spray 2000